# Brachymeria hammari
Brachymeria hammari är en stekelart som först beskrevs av Crawford 1915.  Brachymeria hammari ingår i släktet Brachymeria och familjen bredlårsteklar. Inga underarter finns listade.